# Castle Williams
El Castle Williams  es un edificio histórico ubicado en Nueva York, Nueva York.  Castle Williams se encuentra inscrito  en el Registro Nacional de Lugares Históricos desde el 31 de julio de 1972.  

## Ubicación
El Castle Williams se encuentra dentro del condado de Nueva York en las coordenadas 40°41′34″N 74°01′11″O / 40.692778, -74.019722.